# Абдуррахман аль-Хазіні
Абуль-Фатх Абдуррахман аль-Мансур аль-Хазіні (перс. أبوالفتح عبدالرحمن منصور الخازنی, нар. 1077, Туркменія — пом. 1155) — іранський астроном грецького походження з Сельджуцької імперії. Його астрономічні таблиці, складені для султана Санджара (зідж аль-Санджарі), вважаються однією з головних робіт з математичної астрономії середньовічного періоду. Він визначив положення нерухомих зірок, а також підвищення і формули розрахунку часу для широти Мерву, міста в якому він мешкав та працював. Вчений також багато писав про різні календарні системи та про різні маніпуляції з календарями. Він був автором енциклопедії про ваги та водні баланси.

## Біографія
Аль-Хазіні був розкріпаченим рабом у Мерві, який в XII столітті був одним з найважливіших міст Хорасану. Свою назву він отримав від свого господаря (Абул Хусайн 'Алі ібн Мухаммед аль-Хазін аль-мервазі), який був скарбником Мерва. Його господар зробив все, щоб аль-Хазіні міг здобути першокласну освіту. Деякі вважають, що аль-Хазіні був учнем Омара Хаяма. Хоча це точно невідомо. Він писав про Хаяма, зокрема, дав опис водного балансу, винайденого ним (і вдосконаленого аль-Асфізарі). І за деякими джерелами, він співпрацював з ним над реформацією перського календаря 1079 року.
Аль-Хазіні був відомий тим, що був покірною людиною. Він відмовився від тисяч динарів за свої твори, сказавши, що йому не потрібно багато для життя, оскільки в його домашньому господарстві лише його кішка та він сам. Аль-Хазіні був одним із лише двадцяти астрономів ісламської епохи, які відзначились оригінальними спостереженнями. Його твори дісталися до Візантії у XIV столітті, зокрема, їх вивчав Георгій Златокосс, а пізніше Феодор Мелітоніот.

## Досягнення
Аль-Хазіні був високопосадовцем при Санджарі II, султані Сельджуцької імперії. Більшу частину своєї роботи він робив у Мерві, який відомий своїми бібліотеками. Найвідоміші його твори — «Книга балансу мудрості», «Трактат про астрономічну мудрість» та «Астрономічні таблиці для Санджара».
«Книга балансу мудрості» — це енциклопедія середньовічної механіки та гідростатики, що складається з восьми книг та п'ятдесяти розділів. Це дослідження гідростатичного балансу та ідей статики та гідростатики, воно також охоплює інші непов'язані теми. Існують чотири різні рукописи «Книги балансу мудрості», які збереглися.
«Трактат про астрономічну мудрість» є порівняно коротким твором. Він має сім частин, і кожна частина віднесена до певного наукового інструменту. До семи інструментів належать: трикутник, діоптра, «трикутний інструмент», квадрант, пристрої, що включають рефлексію, астролябію та прості поради щодо огляду речей неозброєним оком. У трактаті описано кожен інструмент та його використання.
«Астрономічні таблиці для Санджара», як кажуть, складені для султана Санджара, правителя Мерва. Таблиці в «Астрономічних столах для Санджара» — це таблиці свят, постів тощо. Ці таблиці мають широту і довготу сорока трьох різних зірок, а також їх величини та (астрологічні) темпераменти. Спостереження Аль-Хазіні за цією роботою, ймовірно, були зроблені в Мерві в різних обсерваторіях з високоякісними інструментами.